# Monnina parviflora
Monnina parviflora là một loài thực vật có hoa trong họ Polygalaceae. Loài này được (Bonpl.) Kunth mô tả khoa học đầu tiên năm 1821.